# Vera Kalashnikova-Krepkina
Vera Kalashnikova-Krepkina (Kotelnich, 16 de abril de 1933 – 25 de abril de 2023) foi uma atleta soviética especializada em provas de salto e velocidade.

## Biografia
Em 1954 conquistou a medalha de ouro no revezamento 4x100 m do Campeonato Europeu de Atletismo em Berna, Suiça, e dois anos depois integrou o revezamento soviético que quebrou o recorde mundial desta mesma prova, em Kiev. Em 1958, igualou o recorde mundial dos 100 m rasos – 11s3 – da australiana Shirley Strickland, campeã olímpica em Helsinque 1952 e Melbourne 1956, conquistado três anos antes em Varsóvia.
Mais conhecida e bem sucedida no atletismo até ali como velocista, foi com alguma surpresa que Vera tornou-se campeã olímpica do salto em distância em Roma 1960, derrotando a então campeã olímpica polonesa Elżbieta Krzesińska e a recordista mundial da prova, a alemã Hildrun Claus, com uma marca de 6,37 m, novo recorde olímpico.
Morreu em 25 de abril de 2023, aos noventa anos.